# Стерлавкі-Малі
Стерлавкі-Малі (пол. Sterławki Małe, нім. Klein Stürlack) — село в Польщі, у гміні Ґіжицько Гіжицького повіту Вармінсько-Мазурського воєводства.
Населення — 314 осіб (2011).
У 1975-1998 роках село належало до Сувальського воєводства.

## Демографія
Демографічна структура станом на 31 березня 2011 року:
|          | Загалом | Допрацездатний вік | Працездатний вік | Постпрацездатний вік |
| -------- | ------- | ------------------ | ---------------- | -------------------- |
| Чоловіки | 161     | 37                 | 109              | 15                   |
| Жінки    | 153     | 32                 | 91               | 30                   |
| Разом    | 314     | 69                 | 200              | 45                   |